# Ghiurche
Ghiurche (węg. Gyürke) – wieś w Rumunii, w okręgu Harghita, w gminie Ciucsângeorgiu. W 2011 roku liczyła 3 mieszkańców.